# Love?
Love? – siódmy (szósty w języku angielskim) studyjny album Jennifer Lopez.
Premiera płyty była przekładana wielokrotnie, czego powodem było małe zainteresowanie muzyką Jennifer Lopez; piosenki, które pierwotnie miały promować wydawnictwo („Louboutins” oraz „Fresh Out the Oven”, ostatecznie niewydane na krążku) nie zyskały dużej popularności. Pojawiły się też plotki o wydaniu albumu typu Greatest Hits, jednak takie wydawnictwo nigdy się nie pojawiło. Płyta miała się ukazać pierwotnie w 2010 roku, jednak przez wytwórnię i sprzeczki między gwiazdą a jej współpracownikami wszystko się opóźniło.
Głównym singlem promującym wydawnictwo została piosenka „On the Floor”, nagrana wraz z gościnnym udziałem rapera Pitbulla, oficjalnie wydana 18 lutego 2011 roku. W utworze pojawiają się fragmenty wydanego w 1989 singla „Lambada”, wykonanego przez grupę muzyczną Kaoma. Singel odniósł bardzo duży sukces komercyjny, zajmując wysokie miejsca na listach przebojów iTunes czy Billboard. Na Billboard Hot 100 piosenka zadebiutowała na 9 miejscu listy.  Piosenka ostatecznie dotarła do 3 miejsca w Stanach Zjednoczonych, będąc ostatnim hitem Jennifer w pierwszej trójce i pierwszej dziesiątce amerykańskiej listy. Drugim singlem została piosenka „I’m Into You”, nagrana wraz z udziałem rapera Lila Wayne’a. Zarówno piosenka jak i zmysłowy teledysk nakręcony do niej zdobył międzynarodowe uznanie krytyków i fanów. Piosenka nie powtórzyła sukcesu pierwszego singla z płyty, ale uplusowała się na 9 miejscu brytyjskiej listy przebojów, oraz 41 w Stanach Zjednoczonych. Promo singlami płyty Love? są „Papi”, „Take Care” oraz „Good Hit” – pierwszy promuje płytę na iTunes, zaś pozostałe dwa promują stronę internetową piosenkarki. Do wszystkich zostały nakręcone teledyski, jednak z niewiadomych przyczyn teledysk do "Take Care" nigdy nie ujrzał światła dziennego.
Płyta sprzedała się w około 3 milionach egzemplarzy na świecie.
W Polsce album uzyskał status platynowej płyty.
Płyta została wydana w dwóch wersjach – podstawowej i rozszerzonej, 29 kwietnia 2011 roku.

## Lista utworów
Wersja podstawowa (standard)
1. „On the Floor” (feat. Pitbull)
2. „Good Hit"
3. „I’m Into You” (feat. Lil Wayne)
4. „(What Is) Love?"
5. „Run the World"
6. „Papi”
7. „Until It Beats No More"
8. „One Love"
9. „Invading My Mind"
10. „Villain"
11. „Starting Over"
12. „Hypnotico” (utwór dodatkowy)

Dodatkowo w wersji rozszerzonej pojawiły się utwory:
1. „Everybody’s Girl"
2. „Charge Me Up"
3. „Take Care"
4. „On the Floor (Ven a Bailar)” (feat. Pitbull)